# Джеймс Дийн
Джеймс Дийн (на английски: James Dean) е американски актьор.  През 1999 година Американският филмов институт включва Дийн под Номер-18 в класацията на най-големите мъжки звезди на класическото Холивудско кино.

## Биография
Два пъти е номиниран за Оскар (след смъртта си), посмъртно награден със Златен глобус, превърнал се в идол на американското кино и получил статут на легенда след ненавременната си смърт. Изиграва само 3 сериозни роли преди смъртта си - във филмите „Бунтовник без кауза“ (Rebel Without a Cause), „На изток от рая“ (East of Eden) и „Гигант“ ( Giant).
Умира в автомобилна катастрофа, карайки с превишена скорост новото си Порше 550 Spyder.
Повече от 50 години след неговата смърт, интересът към неговата личност продължава. Кръстовището, където намира смъртта си, от 2005 година носи неговото име. Някои негови биографи предполагат, че може би се е самоубил, тъй като приживе е печелил много състезания с леки коли и мотори, а 2 дни преди катастрофата жената, в която е бил лудо влюбен, се жени за друг.

## Избрана филмография
| Година | Филм             | Оригинално заглавие   | Роля         | Режисьор       |
| ------ | ---------------- | --------------------- | ------------ | -------------- |
| 1955   | На изток от рая  | East of Eden          | Кейлъб Траск | Елия Казан     |
| 1955   | Бунтар без кауза | Rebel Without a Cause | Джим Старк   | Никълъс Рей    |
| 1956   | Гигант           | Giant                 | Джет Ринк    | Джордж Стивънс |